# 133 Cyrene
133 Cyrene eller 1936 HO är en asteroid som upptäcktes 16 augusti 1873 av den kanadensisk-amerikanske astronomen James Craig Watson i Ann Arbor. Asteroiden har fått sitt namn efter Cyrene som gett namn åt staden Kyrene och som fick sonen Aristaios med Apollon inom grekisk mytologi.